# Guilherme Fausto da Cunha Bastos
Guilherme Fausto da Cunha Bastos (* 27. Oktober 1945 in Rio de Janeiro) ist ein ehemaliger brasilianischer Diplomat.

## Leben
Guilherme Fausto da Cunha Bastos ist der Sohn von Jurá Fausto Bastos und Guilherme da Cunha Bastos. Im Jahr 1969 wurde er Bachelor of Laws der Universidade Federal Fluminense und absolvierte den Curso de Gerenciamento de Recursos Humanos sowie den Curso de Preparação para a Carreira Diplomática des Rio Branco-Institutes und wurde bei der Fundação Getulio Vargas beschäftigt.
Am 14. Januar 1970 wurde er in Anerkennung seiner Verdienste zum Gesandtschaftssekretär dritter Klasse ernannt und ein Jahr später als Gesandtschaftssekretär nach Santo Domingo entsandt. Von 1971 bis 1973 leitete er die Abteilung Haushaltsplan und wurde am 1. Januar 1973 zum Gesandtschaftssekretär zweiter Klasse ernannt. Im Anschluss daran war Bastos von 1973 bis 1974 als Konsul in New York City eingesetzt worden und leitete von 1975 bis 1976 als Nachrücker die Handelsabteilung der Botschaft in Washington, D.C.
Als Gesandtschaftssekretär zweiter Klasse wurde Bastos von 1976 bis 1978 in Tel Aviv eingesetzt, wo er 1978 auch die Funktion eines Geschäftsträgers wahrnahm und am 12. Dezember 1978 zum Gesandtschaftssekretär erster Klasse befördert wurde.
Bis 1980 absolvierte Bastos dann den Curso de Prática Diplomática e Consular des Rio Branco-Institutes, den Curso de Planejamento, Orçamento e Organização Administrativa der Fundação Getúlio Vargas, den Curso de Mestrado em Política der New York University und legte im Rahmen des Curso de Alto Estudios die Studie O controle da gestão no Ministério das Relações Exteriores vor. Ab 1980 war er als Geschäftsträger in Neu-Delhi tätig.
Nach seiner Beförderung am 21. Dezember 1983 zum Gesandtschaftsrat, wurde Bastos von 1984 bis 1986 nach London und von 1986 bis 1989 als Geschäftsträger nach Warschau versetzt.
Anschließend leitete er bis 1992 die Personalabteilung und wurde am 18. Juni 1991 zum Gesandten zweiter Klasse ernannt. Im Jahr 1992 saß er im Verwaltungsbeirat der Agência Brasileira de Cooperação der Fundação Visconde de Cabo Frio sowie der Fundação Alexandre de Gusmão. Ein Jahr später wurde er als Generalkonsul nach Chicago und von 10. Dezember 1997 bis zum 30. Dezember 2002 als Botschafter nach Damaskus versetzt.